# バウリア
バウリア (Bauria) は中生代三畳紀前期に生息していた単弓類の絶滅した属。単弓綱 - 獣弓目 - テロケファルス亜目 - バウリア科に属する。

## 特徴
小型の植物食動物。イヌに似た頭骨の眼窩後部の後眼窩弓（アーチ状の骨）は不完全で、頭頂孔（松果体へとつながる穴）は存在しなかった。また骨性の二次口蓋が発達し、鼻腔と口腔が分けられている。これは、初期哺乳類と共通する特徴であった。顎には円筒形の歯が密生しており、これで植物を咀嚼していたと推定されている。バウリアが生息していた当時は被子植物は存在せず、この歯列及び強力な咬筋で硬い裸子植物やシダを咀嚼し、食べていたのであろう。

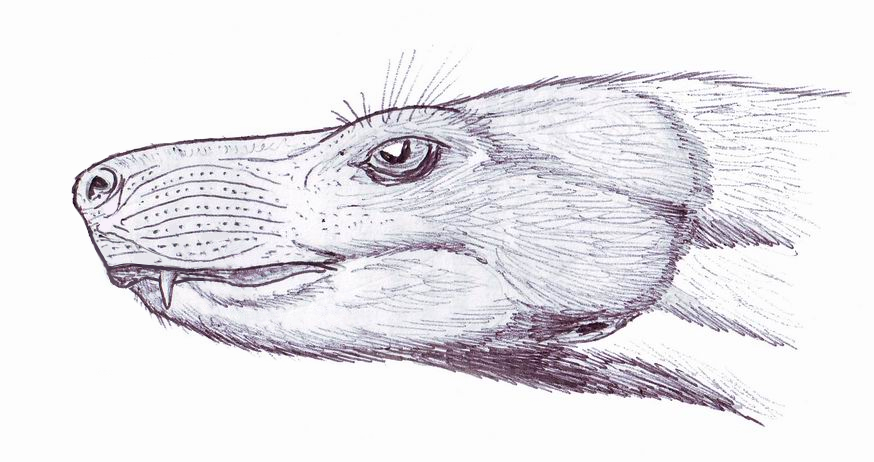
バウリア頭部
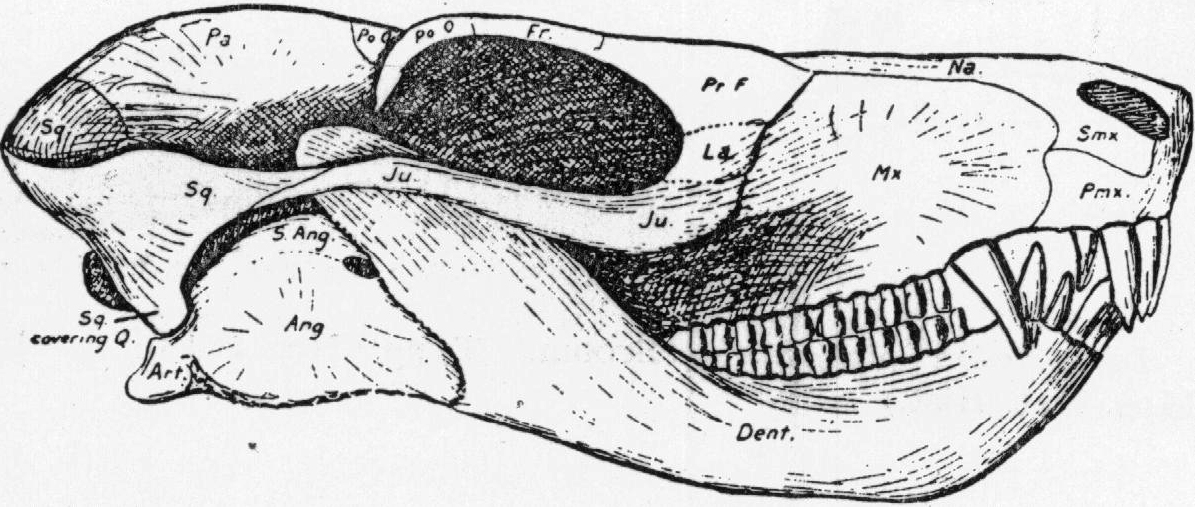
バウリア頭骨

## 分類
このバウリアを含むバウリア上科の分類に関しては、諸説ある。テロケファルス亜目の一群として分類する説、テロケファルス亜目から派生した、同じ亜目の階級をもつグループとするもの。そして、両者は共通の祖先を持つ近縁のグループであるとする説、などである。